# Міхіра Бходжа I
Міхіра Бходжа I (*सम्राट मिहिर भोज, д/н —885) — махараджахіраджа держави у північній частині Індостану у 836–885 роках.

## Життєпис
Походив з династії Гуджара-Пратіхарів. Після смерті батька у 836 році зайняв трон. Протягом тривалого часу намагався відродити імперію часів свого діда Нагабхати II. Спочатку вирушив війною проти Девапали з імперії Пала, проте зазнав поразки.
Тоді Міхіра Бходжа виступив проти Калінги яку зумів тимчасово підкорити. Надалі Бходже сприяв успіх: він зумів зайняти землі Раджастхана, Гуджарата, Малви. Загалом імперія Пратіхар часів Міхіри Бходжи I (з 885 року) тягнулася від річки Салендж на кордоні сучасного Пенджабу до нижньої течії Гангу, до річки Нармада на півдні.
Водночас активно захищав кордони від нападу арабських загарбників, які вимушені були відмовитися від планів вторгнення до Індії. Під час свого візиту до Індії арабський мандрівник Сулейман у 851 році написав книгу «Силсіліют Таваріх», в якій описав імператора Міхірбходжа як найбільшого ворога ісламу, а також вихваляв велику армію Міхірбходжі, а також державні кордони Міхір Бходжа Райкути на півдні.
За легендою, після 50-літнього панування Міхіра Бходжа I передав трон своєму синові Махендрапалі, а сам пішов у ліс жити наче аскет.

## Згадки в арабських істориків
Багдадський історик аль-Масуді, який прибув до Індії в 915 році, писав про могутню армію з 36 лакських солдатів Міхіра Бходжі у своїй книзі "Марузул Махан". Знаком їх монархії було "Вараха", і мусульманські загарбники мали такий страх, що вони ненавиділи Вараху, тобто кабана. Люди всіх класів і каст в армії Міхіра Бходжі брали зброю для боротьби з нацією та боролися з ісламськими загарбниками.
Він мав чотири армії, одну з них на чолі з Канакпалом Пармаром, щоб захистити Рагавдева з Гархваля Непалу від вторгнень до Тибету. Подібним чином армія під керівництвом Алкана Дева була розташована поблизу теперішнього міста Пенджаб, яке захищало царів Лалі Шахі Кабула від вторгнень з боку Туркстану. Її західна армія контролювала мусульманського правителя Мультана. Південна армія воювала проти короля Балхари та двох інших сил у двох напрямках. Самрат Міхірбхез сам керував, керував і контролював ці чотири армії.

## Культура
Продовжував традиції предків із зведення храмів, присвячених Вішну та Шиві. за його правління вони здебільшого зводилися у Гангській долині. найбільш відомим є Те-лі-Мандір в Гваліорі.